# 日本再生の基本戦略
日本再生の基本戦略（にほんさいせいのきほんせんりゃく）は、東日本大震災後の日本再生のために日本政府が定めた基本戦略。2011年12月22日、第6回国家戦略会議で決定され、その2日後の24日に野田内閣で閣議決定された。経済成長と財政健全化の両立、「分厚い中間層」の復活に向けた施策が盛り込まれており、2012年７月に「日本再生戦略」として具体化された。

## 概要
日本再生の基本戦略の構成及び各項目内で重点的に取り組む施策とされているものは、以下のとおり。
1. 震災・原発事故からの復活
2. 経済成長と財政健全化の両立
3. 新成長戦略の実行加速と強化・再設計

- 更なる成長力強化のための取組（経済のフロンティアの開拓）
  - 経済連携の推進と世界の成長力の取り込み
    - EPA/FTAの推進
    - 環太平洋パートナーシップ(TPP)協定の交渉参加に向けた関係国との協議
    - 投資協定、租税条約、社会保障協定の重点的・積極的な推進
    - 立地補助金の活用等による競争力強化
    - 円高メリットの活用による海外M&Aの促進や資源確保等
    - 国際戦略総合特区の活用
    - 「アジア拠点化・対日投資促進プログラム」の着実な推進
    - 偽造品の取引の防止に関する協定(ACTA)の早期発効・参加促進等による知的財産権の保護強化等
    - パッケージ型インフラ海外展開の拡充
    - 中小企業の海外展開支援等
    - 農林水産物等の輸出促進
    - ポイント制の早期実施による高度人材の受入れ推進
    - 経済連携協定(EPA)に基づく看護師・介護福祉士候補者受入れの仕組みの改善
    - 経済のグローバル化等を踏まえた民法（債権関係）改正
    - クールジャパンの推進

  - 環境の変化に対応した新産業・新市場の創出
  - 新たな資金循環による金融資本市場の活性化
  - 食と農林漁業の再生
  - 観光振興

- 分厚い中間層の復活（社会のフロンティアの開拓）
  - すべての人々のための社会・生活基盤の構築
    - 「若者雇用戦略（仮称）」の策定・実行
    - 就学支援の実施
    - 子ども・子育て新システムの実現
    - 女性の活躍の促進や仕事と家庭の両立支援等
    - 希望者全員の65歳までの雇用確保のための法制上の措置等の検討
    - 非正規労働者に関する新たなルールづくり
    - 非正規雇用問題に横断的に取り組むための総合的ビジョンの取りまとめ
    - 地域における雇用創出の取組の推進
    - 障害者権利条約批准に向けた障害者雇用促進法の見直しの検討
    - 「社会支援戦略（仮称）」の策定
    - 社会福祉施設等の整備における国有地等の活用

  - 我が国経済社会を支える人材の育成
  - 持続可能で活力ある国土・地域の形成

- 世界における日本のプレゼンス（存在感）の強化（国際フロンティアの開拓）
  - 強靭なインフラの整備
  - 途上国等の経済を支える人材の育成
  - 基礎教育支援を通じた人材基盤の拡大
  - 保健・医療・衛生の改善
  - 我が国の技術をいかした途上国の防災対策支援
  - 農業・食料分野での支援等
  - インクルーシブな成長の基礎となる法制度整備支援の推進
  - 国際機関に勤務する法人職員の増強
  - 日本食文化の無形文化遺産への登録
  - 日本ブランドの再構築
  - グリーン経済への移行における貢献（「課題先進国日本」としての貢献）
  - ODAの戦略的・効果的な活用

## 批判
新自由主義の立場の経済学者からは、非正規労働者の待遇など日本の雇用に関する問題は、正規労働者の終身雇用・年功序列と長時間残業・遠距離異動など、高度経済成長や専業主婦を前提に確立した雇用慣行・法制全体の抜本的見直しの中で論じるのが本来であるとされているが、「日本再生の基本戦略」にはそういった視点が見られないとも指摘された。